# Jezero (přírodní památka)
Jezero je přírodní památka na severním okraji obce Vacenovice v okrese Hodonín. Oblast spravuje Agentura ochrany přírody a krajiny ČR. Důvodem ochrany je zachování a ochrana botanicky, zoologicky, esteticky a krajinářsky hodnotného komplexu vlhkých až mokrých luk, mělké vodní nádrže a vrbo-topolového háje s bohatým bylinným podrostem. Ze zvláště chráněných druhů rostlin se v území vyskytují pampeliška bahenní, prstnatec májový (Dactylorhiza majalis), ostřice Davallova (Carex davalliana) a řada dalších. Ve vlhkomilné vegetaci se vyskytuje značné množství chráněných živočichů, zejména obojživelníků, jako např. blatnice skvrnitá (Pelobates fuscus), rosnička zelená (Hyla arborea), skokan štíhlý (Rana dalmatina), skokan ostronosý (Rana arvalis), ropucha zelená (Bufotes viridis) a z plazů užovka obojková (Natrix natrix).